# 西神吉町宮前
西神吉町宮前（にしかんきちょうみやまえ）は、兵庫県加古川市の大字。郵便番号は675-0041。

## 地理
加古川市西部、西神吉地区の北東に位置する。地内のほとんどが集落と田畑の農地の広がる農村地帯である。地内の北に宮山という小高い山があり、その東の麓に大池・新池がある。西に西神吉町鼎、南西に西神吉町西村、南に西神吉町中西、南から東にかけて東神吉町神吉、北東に志方町投松、北に志方町上冨木に隣接する。

## 歴史
宮山の頂上の付近にはこの付近を治めていた豪族の墓とされる古墳が数基存在しており、室町時代に、宮山の麓に神吉八幡神社が建立されたとされる。
江戸時代、宮前に水が届かず困っていたことを西村の庄屋である田中五郎兵衛が棚田に水を通すように許可を求める嘆願書を姫路藩に提出し、その許可が出た折にため池などを西村・鼎・宮前に形成し棚田に水が通るようにした。

### 沿革
- 1889年（明治22年）4月1日 - 町村制施行より、印南郡宮前村が郡内の6村と合併して西神吉村が成立。旧宮前村域は大字宮前となる。
- 1956年（昭和31年）9月30日 - 西神吉村が加古川市に編入され、大字宮前は西神吉町宮前となる。

## 世帯数と人口
2022年（令和4年）3月1日現在の世帯数と人口は以下の通りである。
| 町丁         | 世帯数  | 人口  |
| ------------ | ------- | ----- |
| 西神吉町宮前 | 289世帯 | 644人 |

## 小・中学校の学区
市立小・中学校に通う場合、学区は以下の通りとなる。
| !番地 | 小学校                 | 中学校               |
| ----- | ---------------------- | -------------------- |
| 全域  | 加古川市立西神吉小学校 | 加古川市立神吉中学校 |

## 交通

### 道路
- 兵庫県道43号高砂北条線 - 地内において、交通量が計画時の交通量より約2倍上回っていることや歩道が整備されていないことなど、交通安全上問題があることから、道路改築事業が進められている[6]。

## 施設
- 神吉大池水上ゴルフセンター
- 真福寺 - 曹洞宗の仏教寺院。
- 神吉八幡神社

## 出身人物
- 神吉長作（宮前区長、西神吉村会議員[7]、篤農家）
- 平岡太吉（農業、金貸し） - 弁護士、衆議院議員平岡萬次郎、内務官僚平岡定太郎兄弟の父。農商務官僚平岡梓の祖父。作家三島由紀夫の曽祖父。